# 태풍 로키 (2011년)
태풍 로키(태풍 번호: 1115, JTWC 지정 번호: 18W, 국제명: ROKE)는 2011년 북서태평양에서 발생한 15번째 태풍으로 태풍이 직접 상륙한 일본에 막대한 피해를 냈다.

## 태풍의 진행

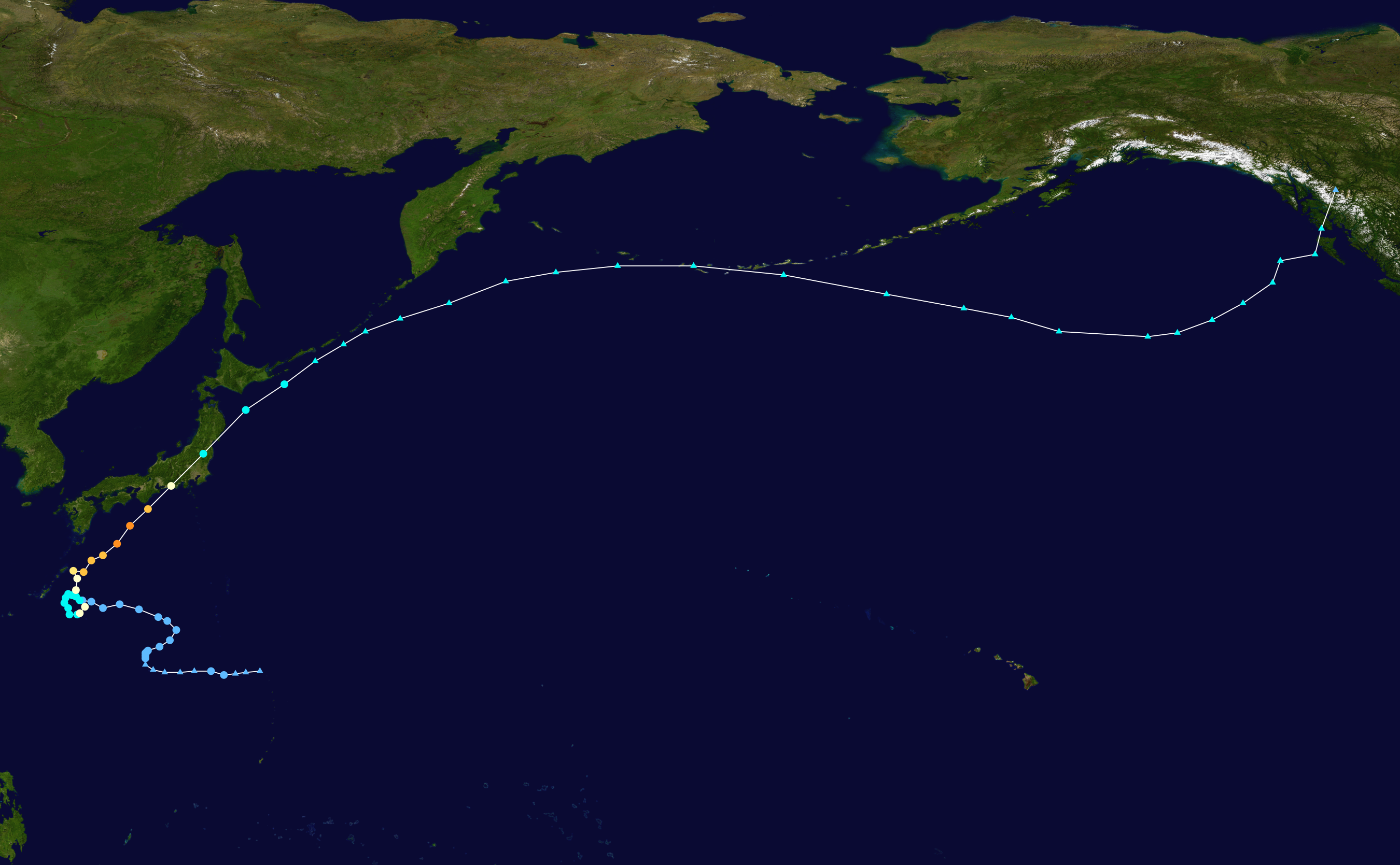
태풍 로키의 이동 경로

9월 8일 열대저기압(TD)가 발생하였으며, 서북서진으로 이동하였으나 발달이 늦었으며 다시 북북동진하면서 9월 13일 오후 9시 경에 중심기압 998 hPa, 최대풍속 18 m/s, 강풍반경 200 km 크기 '소형'의 열대폭풍(TS)이 일본 오키나와섬 동남동쪽 1050 km 부근 해상에서 발생하였다. 태풍은 발생 직후 북진하다 서진하여 오키나와 부근으로 이동하였다. 그러나, 발달이 늦어 발생 후 3일이 지나서야 16일 오전 9시에 중심기압 985 hPa, 최대풍속 27 m/s, 강풍반경 330 km 크기 '중형'의 강한 열대폭풍(STS)이 되었다.
이어 태풍은 남진하다 남동진,동북동진하면서 정체하기 시작했으며, 오키나와 부근에서 1회전을 하게 되었다. 그 사이에 18일 오전 3시에 중심기압 975 hPa, 최대풍속 30 m/s로 발달했다. 2일 이상 그 자리에 머물던 태풍은 북진하다 북북동진으로 전향하였다. 전향하면서 태풍은 본격적으로 발달, 19일 오후 3시에 중심기압 970 hPa, 최대풍속 34 m/s, 강풍반경 330 km 크기 '중형'의 태풍(TY)으로 발달했다
이어 20일 오전 9시에는 중심기압 960 hPa, 최대풍속 40 m/s를 기록했다. 이후 예보관들은 더 이상 발달하지 못하고 일본을 상륙할 것이라 예상했지만
같은 날 오후 9시에 중심기압 950 hPa, 최대풍속 43 m/s로 발달했으며, 북위 30도를 넘어서도 발달은 이어졌다.
21일 오전 3시에 중심기압 940 hPa, 최대풍속 46 m/s, 강풍반경 480 km를 기록, 태풍의 최성기가 되었다. 태풍은 북동진을 계속하여 같은 날 오후 3시 부근에 일본 나고야 부근에 상륙했다. 그러나, 여전히 강한 세력을 유지하였고 태풍의 이동속도가 점차 빨라져 오후 9시에는 일본 센다이 남쪽 부근에 도달, 오전 3시에 혼슈를 빠져나왔다. 이후 온대저기압화가 진행되어 태풍은 70 km/h의 속도로 이동 9월 22일 오후 3시에 일본 삿포로 동북동쪽 650 km 부근 해상에서 온대저기압으로 변질되었다.
태풍이 상륙한 일본에 큰 피해를 냈으며, 도쿄에는 100 mm 이상의 비가 내렸고, 일부 지역에서는 500 mm의 폭우가 내렸다.
또한 이 태풍으로 인해 일본에서는 130만여명이 대피하는 소동이 벌어졌다.

## 태풍의 일생 요약
- 9월 8일 열대저기압(TD) 발생
- 9월 13일 오후 9시 열대폭풍(TS) 발달, 태풍 로키로 명명
- 9월 16일 강한 열대폭풍(STS)로 발달
- 9월 17일~19일 일본 오키나와 부근에서 1회전하며 정체
- 9월 19일 태풍(TY)로 발달
- 9월 21일 중심기압 940 hPa, 최대풍속 46 m/s를 기록, 최성기가 됨
- 9월 21일 오후 3시 일본 나고야 부근 상륙
- 9월 21일 오후 9시 일본 센다이 남쪽 부근 통과
- 9월 22일 오전 3시 일본 본토를 빠져나옴
- 9월 22일 오후 3시 온대저기압으로 변질

## 피해 (일본)
- 13명 사망, 2명 실종
- 300명 부상

## 같이 보기
- 2011년 태풍